# ヴィジラント級砲艦
ヴィジラント級砲艦（Vigilant-class gunvessel）はイギリス海軍の砲艦で、アロー級砲艦（Arrow-class gunvesselの拡大版である。どちらもクリミア戦争の最中にバルト海や黒海のような浅い海で使用することを目的に設計された。同型艦は14隻が建造されたが、クリミア戦争には間に合わなかった。「コーモラント」は1859年の大沽砲台攻撃において沈没、「オスプレイ」は1867年にアフリカ沖で沈没したが、他は1860年代に売却され、「スパローホーク」のみが1872年まで現役にあった。

## 設計
ヴィジラント級は、2等砲艦として設計された。クリミア戦争での沿岸部での作戦用に1854年に設計されたが、基本的にアロー級砲艦の拡大版だった.。

### エンジン
2気筒の水平単式膨張蒸気エンジンは、艦によって異なるが、593-778馬力（指示馬力）を発揮した。推進は1軸スクリューで、最大速度は約11ノットであった。

### 帆走形式
ヴィジラント級の帆は全てバーク形式（3本マストで前2本が横帆、後ろ1本が縦帆）であった。

### 武装
設計では68ポンドランカスター前装施条砲を2門搭載することとなっていたが、竣工時に7インチ（110ポンド）後装アームストロング砲1門、68ポンドランカスター砲1門が搭載された。また、12ポンド榴弾砲2門に代わり、20ポンド後装アームストロング砲が2門搭載された。

## 同型艦
| 艦名                        | 造船所                  | 進水           | 退役                                                                              |
| --------------------------- | ----------------------- | -------------- | --------------------------------------------------------------------------------- |
| コケット Coquette           | R & H Green             | 1855年10月25日 | 1868年解体                                                                        |
| ワンダラー Wanderer         | R & H Green             | 1855年11月22日 | 1866年解体                                                                        |
| アラクリティ Alacrity       | テムズ鉄工造船所        | 1856年3月20日  | 1864年解体のため売却                                                              |
| ヴィジラント Vigilant       | テムズ鉄工造船所        | 1856年3月20日  | 1869年ボンベイで売却                                                              |
| ラップウィング Lapwing      | J & R White             | 1856年1月26日  | 1864年売却、1865年解体                                                            |
| リンドーブ Ringdove         | J & R White             | 1856年2月22日  | 1865年売却、1866年解体                                                            |
| サプライズ Surprise         | Wigram & Son            | 1856年3月6日   | 1866年解体                                                                        |
| レナード Renard             | テムズ鉄工造船所        | 1856年4月24日  | 1866年解体                                                                        |
| フォックスハウンド Foxhound | テムズ鉄工造船所        | 1856年8月16日  | 1866年解体                                                                        |
| モホーク Mohawk             | Young, Magnay & Company | 1856年1月11日  | 1862年9月20日、清国税関に売却。艦名は「北京」。1865年12月30日、エジプト政府に売却 |
| スパローホーク Sparrowhawk  | Young, Magnay & Company | 1856年2月9日   | 1872年売却                                                                        |
| オスプレイ Osprey           | Fletcher & Fearnall     | 1856年3月22日  | 1867年5月30日、アフリカ東南で難破                                                 |
| コーモラント Cormorant      | Fletcher & Fearnall     | 1856年5月19日  | 1859年6月28日、海河河口の大沽砲台攻撃において沈没                                 |
| アシュアランス Assurance    | R & H Green             | 1856年3月13日  | 1870年売却                                                                        |

## 参考資料
- Winfield, Rif; Lyon, David (2004). The Sail and Steam Navy List: All the Ships of the Royal Navy 1815–1889. London: Chatham Publishing. ISBN 978-1-86176-032-6. OCLC 52620555.
- Preston, Anthony; Major, John (2007). Send a Gunboat, The Victorian Navy and Supremacy at Sea, 1854 1904 (2nd ed.). Conway Maritime. ISBN 9780851779232.